# Martin Rikli (Botaniker)

Martin Rikli (ca. 1920)

Martin Rikli, auch Martin Albert Rikli (* 23. September 1868 in Basel; † 25. Januar 1951 in Zürich), war ein Schweizer Botaniker. Sein Spezialgebiet war die Pflanzengeografie. Sein offizielles botanisches Autorenkürzel lautet «Rikli». Martin Albert Rikli war der Vater des Schweizer Chemikers und Dokumentarfilmers Martin Rikli.

## Leben und Werk
Nach einer Ausbildung als Primarlehrer (1889) studierte Rikli von 1889 bis 1892 Naturwissenschaften mit dem Hauptfach Botanik an den Universitäten Basel bei Edwin Klebs, in Berlin bei Simon Schwendener und Adolf Engler und in Zürich. 1895 erwarb er mit der Arbeit «Beiträge zur vergleichenden Anatomie der Cyperaceen mit besonderer Berücksichtigung der innern Parenchymscheide» an der Universität Basel den Doktorgrad.
Von 1893 bis 1905 unterrichtete er am Lehrerseminar Zürich-Unterstrass naturkundliche Fächer und Geografie. 1896 wurde er Konservator am Botanischen Museum der ETH Zürich, ein Amt, das er bis 1930 bekleidete. 1900 habilitierte er sich an der ETH Zürich für Pflanzengeografie. 1909 wurde er hier zum Titularprofessor mit Lehraufträgen für Lebensmittelchemiker, Lehramtskandidaten, Förster und andere biologieaffine Fachrichtungen ernannt. Neben seiner Lehrtätigkeit wurden auch die wissenschaftlichen Verdienste von Rikli gewürdigt.
Rikli war über nahezu 15 Jahre lang Präsident der Botanischen Gesellschaft Zürich; von 1914 bis 1916 präsidierte er die Naturforschende Gesellschaft Zürich; von 1916 bis 1940 vertrat er diese Gesellschaft in der Kommission der Zentralbibliothek. Mit der Gründung und Förderung der Volkshochschulen der Stadt und des Kantons Zürich setzte er sich intensiv für die Bildung des Bürgertums ein. Von 1922 bis 1926 leitete er die Volkshochschule Zürich.
Seit 1906 führte Rikli zahlreiche Studienreisen und Exkursionen in die Mittelmeerländer, aber beispielsweise auch nach Grönland und den Kaukasus für Botaniker, Zoologen, Geologen, aber auch für interessierte Bürger durch. Ein wissenschaftliches Ergebnis dieser Exkursionen ist das dreibändige Werk Das Pflanzenkleid der Mittelmeerländer. In der Botanik beschäftigte sich Rikli vor allem mit systematischen und pflanzengeografischen Fragestellungen. An seinem 82. Geburtstag wurde er aufgrund seiner wissenschaftlichen Verdienste zum korrespondierenden Mitglied der Deutschen Botanischen Gesellschaft ernannt.

## Ehrungen
Nach Rikli benannt ist die Pflanzengattung Rikliella J.Raynal aus der Familie der Sauergrasgewächse (Cyperaceae).